# Theodor Kaluza
Theodor Kaluza   (Opole, 9 de novembre de 1885 - Göttingen, 19 de gener de 1954) va ser un físic matemàtic alemany. Theodor Kaluza va néixer en una família que havia viscut durant tres-cents anys a la ciutat de Racibórz, llavors a Alemanya. El seu pare, Max Kaluza, era un expert en fonètica i en literatura i llengua anglesa.
Va estudiar a la Universitat de Königsberg, a Alemanya, i aconseguí el doctorat el 1907. La seva habilitació (post-doctoral), que tractava sobre la transformació de Tschirnhaus, va ser publicada el 1910. A Königsberg (actualment Kaliningrad, Rússia) va exercir, entre 1902 i 1929, com a privatdozent (docent auxiliar sense remuneració). Entre 1929 i 1935, va ser professor de física a la Universitat de Kiel, treball que va acceptar seguint les recomanacions d'Einstein. El 1935, va ocupar el mateix lloc a la Universitat de Göttingen, en la qual romangué fins a la seva mort.
Kaluza és recordat, sobre tot, per haver estat el primer físic matemàtic en proposar una teoria unificada: la teoria Kaluza-Klein. La seva teoria es basava en un model matemàtic de cinc dimensions, però en no trobar sentit físic a aquesta cinquena dimensió el model va ser aviat abandonat, tot i que les equacions funcionaven perfectament.